# 生春巻き (映像作品)
『生春巻き』（なまはるまき）は、RADWIMPSのライブDVD。2007年7月11日にEMIミュージック・ジャパンから発売された。

## 解説
2007年3月から同年4月に行われた10都市15公演のライブツアー「RADWIMPS TOUR 2007"春巻き"」からのライブ映像を収録。その他にも追加撮影としてオフステージの模様や、「夢番地」のミュージック・ビデオなども収録されている。初回盤には「味噌汁's 切り抜き変身ハナメガネ」および、2007年8月に行われる予定のライブ「セプテンバーまだじゃん。」の先行チケット予約方法を書いたチラシが封入されていた。

## 収録曲
1. ふたりごと　一生に一度のワープver.
  - 終始Vo.野田のアップ。
2. ギミギミック
3. なんちって
  - ツアー中に機材などを運んだトレーラーの上で4人が演奏する映像とライブ映像が重なる。
4. 05410-（ん）
5. 遠恋
  - 最後のギターとベースのかけ合いで突然終了する。
6. セツナレンサ
7. トレモロ
8. セプテンバーさん
  - 最後の桑原のソロからフェードアウトして、次の「me me she」に繋げている。
9. me me she
10. 指切りげんまん
  - 曲の途中から始まる。
11. イーディーピー 〜飛んで火に入る夏の君〜
12. ます。
13. 俺色スカイ
14. いいんですか?
  - 曲の冒頭に、アレンジで歌詞が加えられている。
15. バグッバイ
16. 有心論
17. 夢番地
  - PV。最後の一瞬はライブ音源に切り替わる。
18. ジェニファー山田さん
  - 味噌汁'sとして登場。
  - ここではRADWIMPSは味噌汁'sの前座バンドとして扱われている。
19. ヒキコモリロリン
  - アンコール1
20. 最大公約数
  - アンコール2